# Hirt Géza
Hirt Géza (Paks, 1895. július 27. – Budapest, 1957. június 20.) állatorvos, egyetemi magántanár, kórtani, kórszövettani kutató.
Jelentősek a sertések Aujeszky-betegségére és a sertés-dizentériára vonatkozó kutatásai. Tevékenyen részt vett az állatorvos-továbbképzésben és az állategészségügyi felvilágosításban. Működése alatt a vidéki állategészségügyi intézetek hálózata kiszélesedett, s a kutatás, ellátás színvonala emelkedett. Eredményeit magyar és idegen nyelvű szaklapokban közölte.

## Élete
Apja Hirt Antal hajógyári számtiszt, édesanyja Kass Mária.
Orsován kezdte iskoláit, majd Budapesten, a III. kerületi, Magyar Királyi Állami Főgimnáziumban szerezte meg a gimnáziumi érettségit 1913-ban. 1914 őszén beiratkozott a Magyar királyi Állatorvosi Főiskolára. A közbejött világháború miatt (katona volt 1915–1918 között) az Állatorvosi Főiskolán 1920-ban nyerte el az állatorvosi oklevelét. Az Állatorvosi Főiskola Kórbonctani Tanszékén 1920-tól gyakornokoskodott, Jármai Károly professzor irányítása mellett kórbonctani gyakorlatokat vezetett. 1922-ben doktori fokozatot szerzett, s letette az állatorvosi tiszti vizsgát. Ezután a tanszéken megbízott tanársegédként dolgozott.
1923-ban került a Phylaxia Szérumtermelő Intézethez, ahol annak különböző osztályain dolgozott 27 évet megszakítás nélkül. A Kórbonctani-kórszövettani Diagnosztikai Osztályának osztályvezető főállatorvosa volt 1927–1946 között.
1950. március 1-től kinevezték az Országos Mezőgazdasági Minőségvizsgáló Intézet (OMMI) Állat-egészségügyi Osztályának igazgatójává. (Az intézmény eredeti nevét, az Országos Állat-egészségügyi Intézet elnevezést 1951-ben kapta vissza.) Az intézet élén állt 1956. június 30-ig. Működése alatt épült ki a kaposvári (1951), a békéscsabai (1953) és a miskolci (1955) állategészségügyi intézet, s bővítették az Országos Állategészségügyi Intézetet is. (Az intézet vizsgálati tevékenysége ezután kiterjedt a hal- és méhbetegségekre, s részben a baromfibetegségekre is, melyek külön osztályokat kaptak, illetőleg az intézet épületállománya is bővült.)
A kórszövettani vizsgálati módszerek tárgykörében 1946-ban egyetemi magántanárrá habilitálták, s a Magyar Agrártudományi Egyetem Állatorvostudományi Kara magántanára volt 1946–1950-ig.
Addigi munkássága miatt az állatorvos-tudományok kandidátusává avatták (egyszerűsített eljárással) 1952. október 18-án. A Magyar Tudományos Akadémia Agrártudományok Osztálya állatorvostudományi bizottságának, az Országos Állategészségügyi Tanácsnak, az MTA Állategészségügyi Kutató Intézete tudományos tanácsának tagja volt. Vezetőségi tagja volt az Orvos-Egészségügyi Szakszervezet patológus szakcsoportjának. Az Acta Veterinaria és a Magyar Állatorvosok Lapja című lapok szerkesztőbizottságának tagja volt.
Az 1956-os év közepén áthelyezték a Kőbányai Állategészségügyi Hivatalba, s alig egy évre rá, váratlan gyorsasággal elhunyt. Temetése 1957. június 25-én volt a X. kerületi Új köztemetőben.

## Jelentősége
A sertések fertőző betegségeivel (Aujeszky-féle betegség, a fertőző gyomor- és bélgyulladás, valamint a paratífusz) foglalkozott. Kórszövettani kutatások alapján az elsők között sikerült feltárnia az Aujeszky-féle betegség terjedését és pontos lefolyását, s ezzel sikeresen lehetett felvenni a harcot a betegség ellen az országos védekezésben. Számos vidéki állategészségügyi intézet szervezésében vett részt. További kutatási területei: baromfi-, juh- és lóbetegségek szövettani elváltozásainak vizsgálata; szövettani elváltozások vizsgálata a juh- és a sertés idegrendszerében; juhok, lovak és sertések immunbetegségei; fiatal baromfik pneumokimózisa és lovak leptospirózisa.

## Művei
Közel ötven cikke és tanulmánya jelent meg különböző szaklapokban.
- A malleines ophthalmo- és intrapalpebralis reakciók alkalmával lezajló kórszövettani elváltozásokról. Állatorvos-doktori értekezések is. Kivonat: Közlemények az összehasonlító élet- és kórtan köréből, 1923
- Hyostrongylus rubidus – Hassal és Stiles – mint a sertések gócos gyomorgyulladásának előidézője. Közlemények az összehasonlító élet- és kórtan köréből, 1927
- A sertésorbánc bacillusok virulentiája. Köves Jánossal. Állatorvosi Lapok, 1927
- A cavernoma átmeneti alakjához hasonló elváltozás madár májában. Állatorvosi Lapok, 1927
- Tüdőanthrax szopós malacban. Állatorvosi Lapok, 1929
- Bacillus suipestifer okozta endocarditis verrucosa. Sever Józseffel. Állatorvosi Lapok, 1930
- A lépinfarktusok kórjelző értéke sertéspestisnél. Állatorvosi Lapok, 1932
- Adatok a sertéspestisvírus típusának egységességéhez. Állatorvosi Lapok, 1933
- Foszformérgezés sertéseknél. Állatorvosi Lapok, 1933.
- Az Aujeszky-betegség, mint kiterjedt járvány sertések közt. 1–2. Köves Jánossal. 8 táblával és 25 ábrával. Állatorvosi Lapok, 1934 és külön: Bp., 1934
- Adatok a szopós malacok Aujeszky-féle betegségéhez. Állatorvosi Lapok, 1935
- Szöveti elváltozások a kifejlett sertés, a szopós malac és a juh középponti idegrendszerében Aujeszky-féle betegség esetén. 1 táblával. Közlemények az összehasonlító élet- és kórtan köréből, 1936
- Lymphás leukaemia sertésben. Állatorvosi Lapok, 1936
- A malacok himlőszerű bőrkiütésével egyidejűleg észlelhető gyomorelváltozásról. 1 táblával. Állatorvosi Lapok, 1937
- Az Aujeszky-féle betegség vírusát közömbösítő virulicid savókról. Állatorvosi Lapok, 1937
- A sertéspestis és az Aujeszky-féle betegség ragályanyagának röntgenellenállósága. 1 táblával. Állatorvosi Lapok, 1939
- Sertésvírussal hyperimmunizált sertések lép-, máj- és nyirokcsomójában található szöveti elváltozások, különös tekintettel a reticuloendothel sejtekre. Állatorvosi Lapok, 1939
- Kórbonctani elváltozások a Voldagsen-típusú sertésparatyphus esetén. 1 műmelléklettel. Közlemények az összehasonlító élet- és kórtan köréből, 1940
- Milyen kórbonctani elváltozásokat találtam baromfipestis esetén? Állatorvosi Lapok, 1942
- A sertések vérömléses, álhártyás bélgyulladása. Hegyeli Zoltánnal. Állatorvosi Lapok, 1942
- Fertőzési és immunizálási kísérletek az Aujeszky-féle betegség ragályanyagával. Állatorvosi Lapok, 1942
- Az Aujeszky-féle betegségnél a fertőzés helyétől függ a középponti idegrendszer vírustartalma. Állatorvosi Lapok, 1942
- Penészgomba okozta tömeges megbetegedés fiatal libák és pulykák között. A pneumomykosis. Közlemények az összehasonlító élet- és kórtan köréből, 1944
- Kórszövettani vizsgálatok jelentősége. Magántanári próbaelőadás.(Magyar Állatorvosok Lapja, 1946
- A sertések fertőző gyomor- és bélgyulladásának kórjelzése és kórszövettana. Magyar Állatorvosok Lapja, 1950
- Egységes-e immunbiológiai szempontból a sertéspestis vírusa? Többekkel. Magyar Állatorvosok Lapja, 1950
- Adatok a sertés fertőző gyomor- és bélgyulladásának oktanához. Csontos Józseffel. Magyar Állatorvosok Lapja, 1951
- Diagnose et histopathologie de la gastro-entérite infectieuse des porcs. Acta Veterinaria, 1951
- Vizsgálatok a sertés fertőző gyomor- és bélgyulladásának gyógyítására. Csontos Józseffel, Héjj Lászlóval. Magyar Állatorvosok Lapja, 1953
- Pathologische Veränderungen im Ovarium und Uterus in der Hipophyse und Nebenniere unfruchtbarer Binder. Széky Antallal. Acta Veterinaria, 1954
- A sertések ún. gyomorbél-oedemájának vagy vibrio-dysenteriájának előfordulása hazánkban. Erdős Jánossal, Szabó Istvánnal. Magyar Állatorvosok Lapja, 1955
- A megszokottól eltérő jellegű baromfipestis-járványok. Hodosy Józseffel, Sályi Gyulával. Magyar Állatorvosok Lapja, 1955
- Listeriák okozta agyvelőgyulladás juhokban. Sályi Gyulával. Magyar Állatorvosok Lapja, 1956
- A lovak leptospirosisa hazánkban. Kasza Lajossal, Kemenes Ferenccel. Magyar Állatorvosok Lapja, 1957
- Adatok a hazai ló-leptospirosis gyógykezeléséhez. Többekkel. Magyar Állatorvosok Lapja, 1957